# Cinema Olympia (Lisboa)
O Cinema Olympia foi um edifício situado no nº27 da Rua dos Condes, em Lisboa, Portugal. Mandado construir por Leopoldo O'Donnell e inaugurado a 22 de Abril de 1911, o cinema era composto por salões para concertos e exibições animatográficas, um gabinete para leitura e um restaurante, destacando-se por se apresentar como uma sala elegante de espetáculos para a alta sociedade.
Durante a década de 1950 e 1960, realizavam-se sessões duplas de filmes de westerns, thrillers, fantasia e terror, e após 1974, de filmes eróticos e pornográficos. O cinema fechou portas em 2001.
Em 2008 foi comprado pelo encenador Filipe La Féria que pretendia reconvertê-lo num espaço teatral com sala de espetáculos e escola de artes cénicas, porém o projeto não avançou, implicando grandes custos para a sua remodelação. Posteriormente foi vendido, sendo o seu futuro incerto.

## História
Inaugurado a 22 de Abril de 1911, o Cinema Olympia, também referido como Salão Olympia, era propriedade da Empreza do Olympia, Limitada de Júlio Petra Viana, Victor Alves da Cunha Rosa e dos irmãos Leopoldo e Henrique O'Donnell, ambos filhos de emigrantes irlandeses radicados em Portugal. Posteriormente, Henrique O'Donnell e Victor Alves da Cunha Rosa abririam juntos o Salão Lisboa na Rua da Mouraria em 1915.
Em 1912, Sabino Correia, amigo dos irmãos O'Donnell e diretor do Chiado Terrasse, a primeira sala construída para a exibição cinematográfica em Lisboa, deixou o seu cargo e tornou-se diretor-geral do Olympia, apostando fortemente na realização de matinées infantis, de arte e soirées para a elite intelectual, onde os espetáculos de variedades, concertos de música clássica ou de câmara eram uma das principais atrações, sendo realizados no piso superior, denominado de Cabaret Olympia. Simultaneamente, no piso térreo eram exibidos filmes norte-americanos, franceses, ingleses, alemães e dinamarqueses, cuja narrativa era quase sempre adaptada de óperas, peças teatrais e obras clássicas da literatura, acompanhados diariamente e ao vivo por um sexteto clássico, sob a direção e composição do maestro espanhol Francisco Benetó. Dois anos depois, com a inauguração do Teatro Politeama, na Rua das Portas de Santo Antão, a exibição de filmes passou a ser coordenada entre as duas salas de espetáculos, existindo uma ligação interior entre os dois edifícios, que possibilitava a livre circulação do seu público. Durante esse período, foram noticiadas as enormes filas nas bilheteiras entre os dois cinemas para se ver os filmes das divas italianas do cinema mudo, Francesca Bertini, Lyda Borelli e Pina Menichelli, após a conferência de António Ferro, intitulada de As Grandes Trágicas do Cinema, assim como para ver os dramas históricos Quo Vadis (1913), Cleopatra (1912) e Ivanhoé (1913).
Durante a década de 1920, o cinema sofreu obras, sendo criado um restaurante ou sala de bufete, a cargo de Camilo Fernandes, onde também havia música ao vivo, o Cabaret renomeado Olympia Club, tornando-se uma das mais reconhecidas salas de concerto de jazz de Lisboa até 1959, e a sala de cinema aumentada para comportar 539 lugares, sendo local de ante-estreia e estreia de alguns filmes portugueses, como Barbanegra (1920), Amor Fatal (1920), O Condenado (1921), Amor de Perdição (1921), José do Telhado (1929).
Nos anos 50, começaram a ser exibidos filmes de outros géneros, nomeadamente westerns italianos e americanos, policiais e thrillers ou ainda de terror e fantasia, como Homem Sem Rumo (1955) ou Os Argonautas (1963), passando a ser comuns as sessões duplas ou contínuas de filmes.
Após 1974, sem censura, a gerência apostou na exibição de filmes eróticos e até mesmo pornográficos, conseguindo manter as portas abertas até ao virar do século XX. Com a chegada do vídeo, os canais de televisão e a internet, fechou portas em 2001.
Em 2008, o encenador Filipe La Féria comprou o edifício, apesar do seu estado de visível degradação. Pretendia reconvertê-lo num espaço teatral com sala de espetáculos e escola de artes cénicas, funcionando como uma nova ala do Teatro Politeama, contudo o projeto foi abandonado devido aos seus elevados custos.